# أرفيد فرانزن
أرفيد فرانزن (بالإنجليزية: Arvid Franzen)‏ هو موزع وموسيقي أمريكي، ولد في 1899 في غوتنبرغ في السويد، وتوفي في 1961 في نيويورك في الولايات المتحدة.

## معرض صور

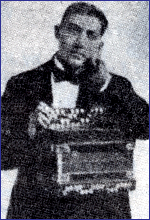
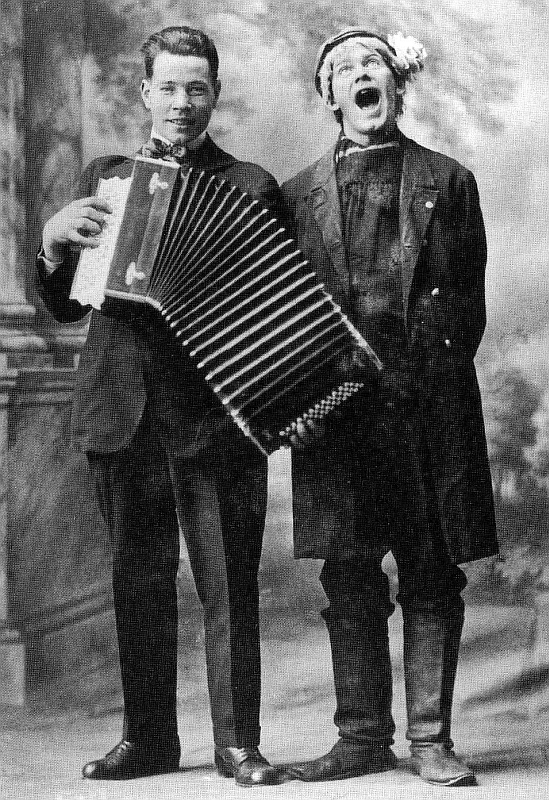
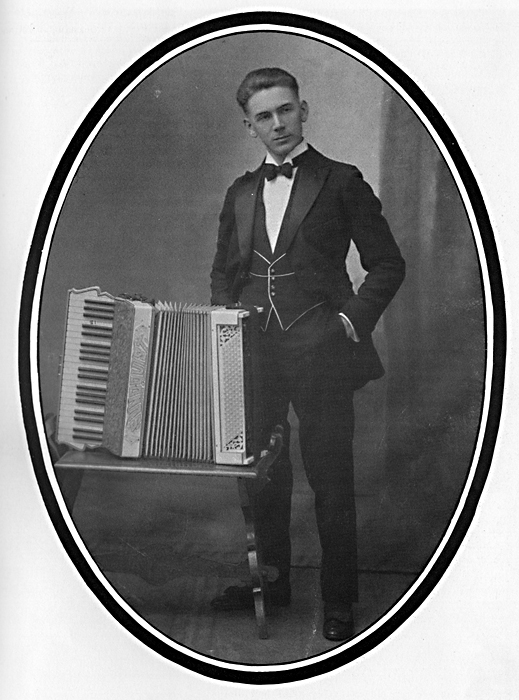

## وصلات خارجية
- أرفيد فرانزن على موقع ميوزك برينز (الإنجليزية)
- أرفيد فرانزن على موقع ديسكوغز (الإنجليزية)